# Bryum dentatum
Bryum dentatum là một loài rêu trong họ Bryaceae. Loài này được Ochi mô tả khoa học đầu tiên năm 1977.